# Rafael Cammarota
Rafael Cammarota (São Paulo, 7 de janeiro de 1953) é um ex-futebolista brasileiro, que atuava como goleiro.
Revelado pelo Corinthians, é considerado um dos maiores goleiros da história do Coritiba.
Atualmente é treinador de futebol.

## Carreira

### Jogador
Descendente de italianos, foi criado no bairro de São Judas, na Zona Sul da cidade de São Paulo.
Revelado pelas categorias de base do Corinthians, onde começou no infantil em 1968 e foi bicampeão paulista juvenil em 1972 e 1973. Foi promovido ao elenco principal em 1974. Estreou no clube em 9 de janeiro de 1974, no empate com a Caldense em 1 a 1, em partida amistosa. Jogou três partidas pelo time profissional e depois da derrota para o Palmeiras na decisão do Campeonato Paulista daquele ano, seguiu para a Ponte Preta.
Inicialmente por empréstimo, poucos meses depois foi contratado em definitivo pela Ponte Preta pelo montante de 100 mil cruzeiros. Na equipe de Campinas, o goleiro fez parte do elenco vice-campeão paulista de 1977, como suplente de Carlos Roberto Gallo. Permaneceu no clube até 1978.
Foi negociado pela Ponte Preta com o Grêmio Maringá por 1,5 milhão de cruzeiros. Pelo clube, onde foi eleito como o melhor goleiro do futebol paranaense, ficou de 1979 até 1981, ano em que retornou ao Corinthians.
Retornou ao Corinthians em julho de 1981, contratado por 10 milhões de cruzeiros, e fez boas partidas, mas depois acabou perdendo a posição para César e deixou o clube em 1982. Ao todo, foram 31 jogos pelo clube.
Defendeu o Athletico Paranaense entre 1982 e 1984 e conquistou os estaduais de 1982 e 1983. Logo que chegou, sofreu grave contusão em 1982, quando rompeu o tendão do pé esquerdo.
No Coritiba, o goleiro venceu o Campeonato Brasileiro de 1985, ano em que foi premiado com a Bola de Prata. Também venceu o Campeonato Paranaense de 1986.
Defendeu a Seleção Olímpica em 1986, com 4 jogos com 2 vitórias, 2 empates e 2 gols sofridos.
Rafael continuou no Coritiba até o início de 1988, momento em que voltou ao cenário paulista para defender o São José Esporte Clube.
Em 1993, atuou pelo Fortaleza.
Encerrou a carreira em 1995, no Brasil de Pelotas.

### Treinador
Em 2011, se torna treinador de goleiros do Fluminense de Feira.
Em 2013, foi treinador do clube Primavera Esporte Clube, de Primavera do Leste, no estado de Mato Grosso.

## Títulos
Coritiba-PR
- Campeonato Brasileiro de Futebol: 1985[13]
- Campeonato Paranaense de Futebol: 1986

Atlético-PR
- Campeonato Paranaense de Futebol: 1982 e 1983[13]

## Prêmios pessoais
- Bola de Prata da Revista Placar 1985 (Coritiba)